# Asociación Humanista Estadounidense

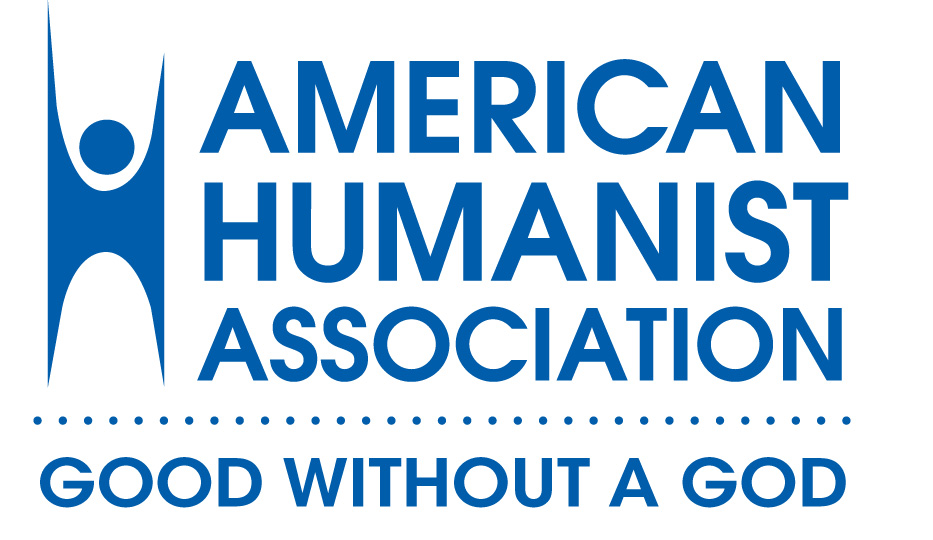
Logo oficial

La Asociación Humanista Estadounidense -en inglés American Humanist Association (AHA)- es una organización de Estados Unidos que aboga por el humanismo, una filosofía progresista de vida sin teísmos ni otras creencias sobrenaturales, que reafirma la capacidad y la responsabilidad de los seres humanos para llevar una vida ética de realización personal y que aspire al mayor bien de la humanidad. La misión de la American Humanist Association es ser una voz democrática clara en Estados Unidos para incrementar la aceptación del humanismo, proteger y promocionar el lugar de las personas humanistas en la sociedad y desarrollar la acción y el pensamiento humanistas.
La asociación, fundada en 1941, provee actualmente asistencia legal en la defensa de los derechos constitucionales de minorías laicas y religiosas, y se ha convertido en un lobby en el congreso de EE. UU. sobre temas relacionados con la separación iglesia-estado y otros temas progresistas, mantiene también una red de voluntarios de unas 150 asociaciones locales que promueven activismo social, discusiones filosóficas y eventos de creación de comunidades y grupos.
AHA realiza varias publicaciones, como la revista bimensual The Humanist, los artículos periódicos Free Mind, un periódico educativo semestral llamado Essays in the Philosophy of Humanism y la revista semanal Humanist Network News en internet. El director ejecutivo de la AHA Roy Speckhardt también escribe regularmente en The Huffington Post y en el sitio web sobre religión y espiritualidad Patheos.

## Día nacional de la Razón
La AHA promueve desde 2003 el National Day of Reason (Día nacional de la razón) junto con la Asociación de humanistas laicos del área de Washington;. Además de ser una festividad para las personas laicas, se creó en respuesta a la percepción de inconstitucionalidad del "Día nacional de la oración". Según la AHA, el National Day of Prayer viola la Primera enmienda a la Constitución de los Estados Unidos, al pedir a los gobiernos federal, estatales y locales financiar con dinero público tiempo y espacio dedicado a ceremonias religiosas, que por tanto son recursos restados de otros temas públicos.
Muchas organizaciones laicas organizan bancos de alimentos y donaciones de sangre durante este día, mientras otras hacen campaña para acabar con estos rezos públicos.

## Humanistas del año
Este es un listado de las personas galardonadas con el título "Humanista del año" desde 1953 otorgado por esta asociación:
- Anton J. Carlson - 1953
- Arthur F. Bendley - 1954
- James P. Warbasse - 1955
- C. Judson Herrick - 1956
- Margaret Sanger - 1957
- Oscar Riddle - 1958
- Brock Chisholm - 1959
- Leó Szilárd - 1960
- Linus Pauling - 1961
- Julian Huxley - 1962
- Hermann Joseph Muller - 1963
- Carl Rogers - 1964
- Hudson Hoagland - 1965
- Erich Fromm - 1966
- Abraham H. Maslow - 1967
- Benjamin Spock - 1968
- R. Buckminster Fuller - 1969
- A. Philip Randolph - 1970
- Albert Ellis - 1971
- B.F. Skinner - 1972
- Thomas Szasz - 1973
- Joseph Fletcher - 1974
- Mary Calderone - 1974
- Henry Morgentaler - 1975
- Betty Friedan - 1975
- Jonas E. Salk - 1976
- Corliss Lamont - 1977
- Margaret E. Kuhn - 1978
- Edwin H. Wilson - 1979
- Andrei Sakharov - 1980
- Carl Sagan - 1981
- Helen Caldicott - 1982
- Lester A. Kirkendall - 1983
- Isaac Asimov - 1984
- John Kenneth Galbraith - 1985
- Faye Wattleton - 1986
- Margaret Atwood - 1987
- Leo Pfeffer - 1988
- Gerald A. Larue - 1989
- Ted Turner - 1990
- Lester R. Brown - 1991
- Kurt Vonnegut - 1992
- Richard D. Lamm - 1993
- Lloyd Morain - 1994
- Mary Morain - 1994
- Ashley Montagu - 1995
- Richard Dawkins - 1996
- Alice Walker - 1997
- Barbara Ehrenreich - 1998
- Edward O. Wilson - 1999
- William F. Schulz - 2000
- Stephen Jay Gould - 2001
- Steven Weinberg - 2002
- Sherwin T. Wine - 2003
- Daniel Dennett - 2004
- Murray Gell-Mann - 2005
- Steven Pinker - 2006
- Joyce Carol Oates - 2007
- Pete Stark - 2008
- PZ Myers - 2009
- Bill Nye - 2010
- Rebecca Goldstein - 2011
- Gloria Steinem - 2012
- Dan Savage - 2013